# Heriberto Pronello
Heriberto Pronello (Morteros, 2 de febrero de 1936) es un diseñador y constructor argentino que se ha desempeñado en el mundo automovilístico, de la defensa y de la robótica industrial. Fue fabricante y preparador de las Liebre-Torino, que se destacaron en la categoría argentina Turismo Carretera durante las décadas de 1960 y 1970.
Su tarea se inició en la década de 1960, siendo contratado inicialmente por Industrias Kaiser Argentina para desarrollar reformas sobre su modelo insignia, el IKA Torino, con el objetivo de competir en el Turismo Carretera. Tras su paso por IKA continuó en los años siguientes, llegando a desarrollar un prototipo para la Ford Motor de Argentina, al cual bautizara como Halcón TC. Tras la cancelación del denominado "TC B" (divisional destinada para los sport prototipos), en el año 1971, continuó trabajando en ingeniería militar, principalmente en la fábrica argentina de TAMSE (Tanque Argentino Mediano) y la brasileña Engesa (vehículos Cascavel y Jararaca).
Tras su ruptura con IKA en 1968, fundaría Pronello Competition Research, su propia empresa de estudio y desarrollo de elementos mecánicos y de competición, con sede en la Ciudad de Buenos Aires. Su última y más reciente obra fue una recreación de la denominada Liebre de TC, adaptada para competir en los Rally Dakar. Este novedoso prototipo, creado por Pronello en el año 2009, fue presentado para competir en el Rally Dakar Argentina-Chile, desarrollado a principios de ese año, y contaba con una motorización Ford de 6 cilindros en línea y 221 pulgadas cúbicas, similar al utilizado por el modelo Ford Falcon, fabricado en Argentina. Si bien el nuevo prototipo fue presentado, lamentablemente una falla en su caja de cambios imposibilitó su largada en aquella competencia.

## Biografía
Nacido en la localidad de Morteros, pero radicado años más tarde en Mar Chiquita, Pronello finalizó sus estudios secundarios en la Escuela Nacional de esa localidad, para luego irse a vivir a la capital cordobesa, donde ingresó a la escuela de aviación militar. Pese a no permanecer más que unos meses, allí comenzaría con sus conocimientos en cuanto a la aerodinámica de los vehículos.

Una vez recibido, se instaló en la localidad de Villa Nueva donde montaría su primer taller mecánico, con el fin de comenzar con sus primeros trabajos de diseño y desarrollo. Su objetivo era el poder volcar su experiencia, al servicio de las carreras de automovilismo. Si bien sus primeros trabajos fueron al frente de una lavandería, pronto comenzaría a hacer sus primeras labores en el mundo de la mecánica automotriz,  y con la ayuda incondicional de su esposa en ese momento Laura Borga, se convertiría en autopartista, al producir piezas y autopartes para los Jeep IKA, como así también iniciaría su propia producción de cilindros para motos. Sin embargo, no fue hasta 1965 que tendría su primer contacto con el deporte motor que despertaba su interés. Ese año, trabajaría en el armado y desarrollo de una trompa aerodinámica de plástico, para ser implementada en una unidad Valiant III, la cual fue presentada en pista ese mismo año y con Ricardo De Paoli al volante. Fue su gran obra de presentación dentro del Turismo Carretera, lo que le valió de ganarse la distinción del Automóvil Club Argentino, como el coche más atractivo de la categoría. Su trabajo no solo se limitaría al armado, atención y desarrollo de este coche, ya que también prestaría su colaboración y sus conocimientos al expiloto de Fórmula 1, José Froilán González, para aplicar sus nuevos desarrollos al prototipo Chevitú, presentado por Froilán en 1964.
Sus desarrollos e innovaciones en aerodinámica fueron objetos de atención por parte de Industrias Kaiser Argentina, quienes con el afán de ingresar al TC, lo convocan para colocarlo al frente del programa de desarrollo del nuevo Equipo Oficial IKA. Junto a él, otro reconocido preparador de automóviles, Oreste Berta, fue convocado para encargarse de la motorización de las unidades. De esta forma, dos jóvenes estudiosos de la preparación automovilística argentina, unieron sus conocimientos para formar una de las escuadras más recordadas en la historia del automovilismo argentino.
En agosto de 2024 la Legislatura de la Ciudad Autónoma de Buenos Aires lo distinguió Personalidad Destacada de la Ciudad Autónoma de Buenos Aires en el ámbito de la cultura y el deporte.

## Títulos obtenidos
| Título  | Categoría         | Piloto               | Modelo               | Año  |
| ------- | ----------------- | -------------------- | -------------------- | ---- |
| Campeón | Turismo Carretera | Eduardo José Copello | Liebre Mk II Torino  | 1967 |
| Campeón | Turismo Carretera | Gastón Perkins       | Liebre Mk III Torino | 1969 |
| Campeón | TC B              | Eduardo José Copello | Liebre Mk II Torino  | 1970 |